# Aristeides von Athen

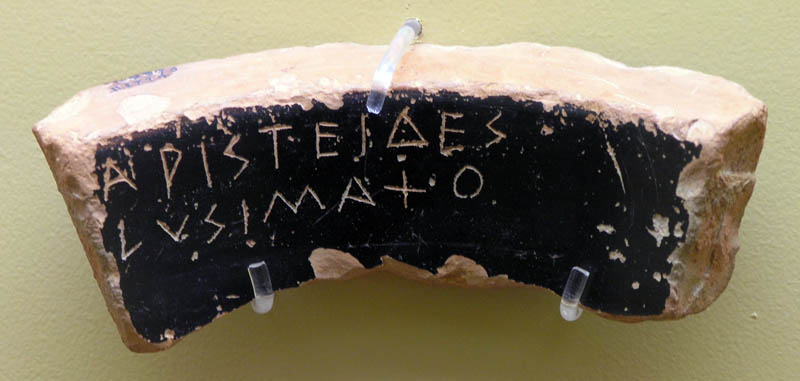
Ostrakon mit dem Namen des Aristeides

Aristeides (altgriechisch Ἀριστείδης Aristeídēs; * um 550 v. Chr.; † um 467 v. Chr.) mit dem Beinamen „der Gerechte“ war ein athenischer Staatsmann und Feldherr.

## Leben
Nach seinem Biographen Plutarch stand er von Jugend an in einer scharfen Konkurrenz zu seinem Altersgenossen Themistokles, die auch sein gesamtes politisches Leben prägte. Aristeides soll einigen antiken Quellen zufolge 490 v. Chr. als Strategos an der Schlacht bei Marathon teilgenommen haben. In der Folgezeit war er eponymer Archon Athens, Plutarch zufolge direkt im Folgejahr (489/488 v. Chr.) aufgrund seiner Verdienste in der Schlacht. Allerdings gibt Demetrios von Phaleron an, Aristeides habe das Archontenamt zugelost bekommen, was erst nach 487/486 v. Chr. so praktiziert wurde und ohnehin einen direkten Zusammenhang mit seiner Beteiligung an der Schlacht unwahrscheinlich macht.
Als Gegner der Flottenpläne von Themistokles wurde Aristeides von 482 bis 480 v. Chr. durch das Scherbengericht verbannt, nahm aber 480 v. Chr. an der Schlacht von Salamis teil und kommandierte 479 v. Chr. die athenischen Truppen in der Schlacht von Plataiai.
477 v. Chr. wirkte er bei der Gründung des ersten Attischen Seebundes mit. Seine Festsetzung der von den Mitgliedern zu leistenden Zahlungen in die Bundeskasse trugen ihm den Beinamen „der Gerechte“ ein.

## Nachleben
Sein Sohn Lysimachos ist einer der Teilnehmer in Platons Dialog Laches. Eine Tochter (oder Enkeltochter) des Aristeides, Myrto, soll – einigen Quellen zufolge – die zweite Frau des berühmten athenischen Philosophen Sokrates gewesen sein.
Der Asteroid (2319) Aristides wurde nach ihm benannt.